# Sandalphon

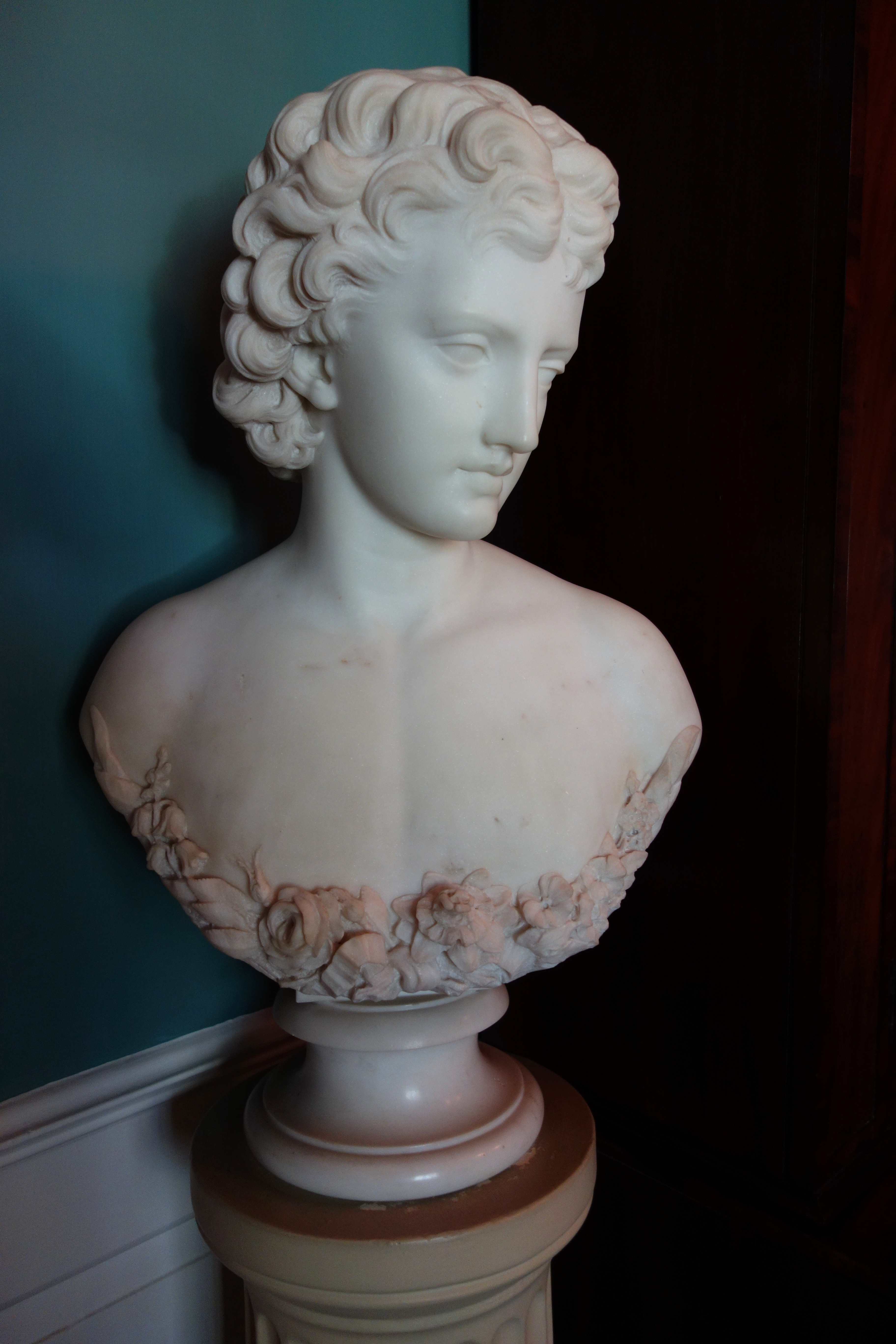
Sandalphon, scultura di Florence Freeman

Sandalphon (in ebraico סָנְדַלְפוֹן‎?; in greco Σανδαλφών?), o Sandalfon, è un Arcangelo a cui è fatto riferimento in alcuni testi Ebraici e Cristiani. In particolare, Sandalphon è presente come figura angelica di grande rilievo nelle tradizioni mistiche medievali dell'Ebraismo rabbinico e del primo Cristianesimo, in particolare nella Midrash, nel Talmud e nella Kabbalah, e personifica il movimento e il trasferimento di forze tra i regni superiori e inferiori. Alcune fonti lo identificano come il sovrano angelico della Asiyah, il mondo materiale dell'azione. Sandalphon è anche invocato su amuleti come protezione contro le forze del male.
Secondo il Talmud, Sandalphon sta dietro al Trono di Gloria e incorona continuamente Dio con una corona intrecciata dalle preghiere di Israele.  Nella Jewish Encyclopedia viene riferito che il grande cabalista ebraico Moses Cordovero identificò in Sandalphon il nome angelico con cui venne chiamato il profeta Elia dopo che, secondo la narrazione biblica, ascese corporalmente in cielo. Alcune fonti del periodo midrashico descrivono Sandalphon come il "fratello gemello" o confratello (συν-αδελφό) dell'Arcangelo Metatron, la cui origine umana come Enoch sarebbe simile all'origine umana (Elia) di Sandalphon.